# توم دوناهو (مخرج)
توم دوناهو (بالإنجليزية: Tom Donahue)‏ هو مخرج أمريكي، ولد في 18 مايو 1968 في Rhinebeck (town), New York ‏ في الولايات المتحدة.

## وصلات خارجية
- توم دوناهو على موقع IMDb (الإنجليزية)
- توم دوناهو على موقع ألو سيني (الفرنسية)
- توم دوناهو على موقع أول موفي (الإنجليزية)
- توم دوناهو على موقع قاعدة بيانات الفيلم (الإنجليزية)
- توم دوناهو على موقع كينوبويسك (الروسية)